# Łaziska Górne
Łaziska Górne (udtale: [waˈʑiska ˈɡurnɛ]; tysk: Ober Lazisk, schlesisk: Gōrne Łaziska)
er en by i den   sydlige  del af  voivodskabet Schlesien i  det sydlige Polen. Byen   har 21.592(2021) indbyggere og et areal på 20,7  km², og er en del af powiatet Mikołów.  Łaziska ligger i det Schlesiske højland, og er en af byerne i det 2,7 millioner indbyggere store byområde - Katowice byområde og inden for et større Katowice-Ostrava storbyområde befolket af omkring 5.294.000 mennesker.

## Historie
Łaziska er historisk underopdelt i tre dele: Łaziska Dolne (Nedre Łaziska), Łaziska Średnie (midterste Łaziska) og Łaziska Górne (øvre Łaziska). Alle er de nu en del af byen, som først blev opkaldt efter den sidste. Den ældste bosættelse lå i det, der nu er Łaziska Średnie. Landsbyen Łaziska blev første gang nævnt i 1287 som villa Lasiszka, selvom dokumentet kunne have været et forfalskning. Den anden i anciennitet var Łaziska Dolne, og den yngste Łaziska Górne. Det var en del af det i middelalderen Piast-regerede Kongeriget Polen, og gik derefter under Bøhmisk (tjekkisk) overherredømme. Under den politiske omvæltning forårsaget af Matthias Corvinus blev landet omkring Pszczyna overhalet af Kasimir 2. hertug af Cieszyn, som solgte den i 1517 til den ungarske  Thurzófamilie, der danner Hertugdømmet Pless. I det medfølgende salgsdokument udstedt den 21. februar 1517 blev de to landsbyer nævnt som Lazyska Dolny og Lazyska Horny.
Kongeriget Bøhmen blev i 1526 en del af Habsburg-monarkiet. I den østrigske arvefølgekrig blev det meste af Schlesien erobret af Kongeriget Preussen, inklusive de tre søsterbosættelser, og fra 1871 var alle en del af Det tyske Kejserrige. I 1913 blev det polske kor "Echo" grundlagt i Łaziska Górne, som et af de ældste i regionen, og det fungerede  trods undertrykkelse fra de tyske myndigheder, før den midlertidige suspendering af aktiviteter under Første Verdenskrig. I 1918 sluttede krigen og Polen genvandt uafhængighed, og efter de efterfølgende polske schlesiske opstande, som også blev udkæmpet i Łaziska, blev alle tre bosættelser reintegreret med Polen.